# Віхорово
Віхорово (пол. Wichorowo) — село в Польщі, у гміні Нарушево Плонського повіту Мазовецького воєводства.
Населення — 168 осіб (2011).
У 1975-1998 роках село належало до Цехановського воєводства.

## Демографія
Демографічна структура станом на 31 березня 2011 року:
|          | Загалом | Допрацездатний вік | Працездатний вік | Постпрацездатний вік |
| -------- | ------- | ------------------ | ---------------- | -------------------- |
| Чоловіки | 93      | 27                 | 58               | 8                    |
| Жінки    | 75      | 22                 | 40               | 13                   |
| Разом    | 168     | 49                 | 98               | 21                   |